# Mystère des Andes

Portada

Misterio de los Andes es un disco de estudio de Los Calchakis, grabado en 1971 con el sello francés ARION. Se trata de uno de los trabajos más célebres y logrados por el conjunto argentino en toda su trayectoria, llegando a situarse en el cuarto puesto en las ventas de discos en Francia durante el mes de octubre de aquel año, además ganó el Primer Premio al mejor álbum para la juventud.

## Lista de canciones
| N.º | Título                          | Música                         | Duración |  |
| 1.  | «Amanecer andino»               | Daniel Alomía Robles           |          |  |
| 2.  | «Cae la noche, sopla el viento» | A. de Robertis                 |          |  |
| 3.  | «Dos sikuris»                   | folklore arr. A. Mª Miranda    |          |  |
| 4.  | «Lejana Pumamarca»              | folklore arr. A. Mª Miranda    |          |  |
| 5.  | «Santiago de Chuco»             | folklore arr. A. Mª Miranda    |          |  |
| 6.  | «Trutruca y kenacho»            | folklore arr. A. Mª Miranda    |          |  |
| 7.  | «Linda cambita»                 | Gonzalo Reig                   |          |  |
| 8.  | «Misterio de los Andes»         | A. Mª Miranda                  |          |  |
| 9.  | «Uskil»                         | folklore arr. A. Mª Miranda    |          |  |
| 10. | «El pastor»                     | Antonio Pantoja                |          |  |
| 11. | «Sol de Vilcabamba»             | A. Mª Miranda                  |          |  |
| 12. | «Zumampa»                       | folklore                       |          |  |
| 13. | «Manchay»                       | folklore                       |          |  |
| 14. | «Chuquicamata»                  | folklore arr. Sergio Arriagada |          |  |

## Integrantes
- Héctor Miranda
- Sergio Arriagada
- Nicolás Pérez González
- Rodolfo Dalera
- Gonzalo Reig